# Yale Law School
Yale Law School (Szkole Prawa Uniwersytetu Yale, Szkoła Prawnicza Yale’a) – jedna z kilku niezależnych uczelni magisterskich (graduate schools) tworzących amerykański Uniwersytet Yale, w mieście New Haven, w stanie Connecticut, kształcąca w zakresie najszerzej pojętych nauk prawnych. 
Jest to najbardziej prestiżowa uczelnia prawnicza w Stanach Zjednoczonych. Wśród jej absolwentów znajduje się wielu czołowych polityków amerykańskich. Według rankingu Best Law Schools z 2015, opublikowanego przez koncern prasowy U.S. News & World Report, uczelnia zajęła pierwsze miejsce wśród amerykańskich akademickich szkół prawa.